# کورال، اسلام‌آباد
کورال (به انگلیسی: Koral) یک منطقهٔ مسکونی در پاکستان است که در اسلام‌آباد واقع شده‌است.